# Mario Eggimann
Mario Eggimann (Brugg, 1981. január 24. –) svájci labdarúgó, aki jelenleg a német Hannover 96-ban játszik.

## Pályafutása
Felnőtt sportkarrierjét nevelőegyüttesében, az FC Aarauban kezdte 1998-ban. 2002-ben a német Karlsruher SC-hez szerződött, a német gárda csapatkapitányként, a 2006-2007-es szezonban a másodosztály első helyén végzett.
2008 márciusában 1,4 millió euróért a Hannover 96 játékosa lett, szerződése 2013 júniusáig érvényes.

## Válogatott
A felnőtt válogatottban 2007. szeptember 7-én mutatkozott be a chilei válogatott elleni barátságos mérkőzésen.
Tagja volt a 2008-as labdarúgó-Európa-bajnokságon rendezőként induló svájci válogatott bő csapatának, de a végleges keretbe nem került be. Viszont, helyet kapott a 2010-es labdarúgó-világbajnokságra kijutó svájci csapatban.

## Sikerei, díjai

### Klubcsapatokkal
Karlsruher SC
- A német másodosztály győztese: 2006-1997.

## Külső hivatkozások
- Adatlapja a weltfussball.de honlapján